# David Brito
David Brito (* 26. August 1980 in Maracaibo, Venezuela) ist ein venezolanisch-schweizerischer Kontrabassist, der sowohl im Bereich der Klassischen Musik als auch des Jazz tätig ist.

## Biographie
David Brito absolvierte einen großen Teils seiner Studien am Konservatorium José Luis Paz in seiner Heimatstadt Maracaibo. Nach seiner Übersiedlung in die Schweiz im Jahr 2003 vervollständigte er seine Studien am Konservatorium in Lausanne in der Klasse von Marc-Antoine Bonanomi und schloss 2006 mit einem Lehrdiplom sowie 2009 mit dem Konzertdiplom ab. Anschliessend begann er einen Lehrgang bei Bänz Oester und Larry Grenadier an der Jazzschule in Basel und beendete dieses Studium 2014 mit einem Masterdiplom.
David Brito ist Mitglied des Argovia Philharmonic (Kontrabass – Stimmführerstellvertreter) und bis 2016 des Collegium Musicum Basel (Kontrabass-solo). Er ist Kontrabasslehrer im Conservatoire de Lausanne. 
Zudem gründete er die Latin-Jazz-Band Tendencia Nueva, mit der er bei Unit Records drei Alben mit eigenen Kompositionen veröffentlichte. Weiterhin ist er Mitglied des Quartetts Ochumare und anderer Ensembles der Sängerin und Geigerin Yilian Cañizares und auf ihrem Album  Invocación zu hören.

## Diskographische Hinweise
- Tendencia Nueva (2015; Unit Records, mit Oliver Pellet, Jerry Léonide, Florian Haas, Edwin Sanz)
- Venezuela Songbook (2016; Unit Records, mit Juan Munguía, Niko Seibold, Oliver Pellet, Malcolm Braff, Florian Haas, Edwin Sanz)
- Dinner with Aldemaro (2016; Unit Records, mit Julie Fahrer, Oliver Pellet, Jerry Léonide, Florian Haas, Edwin Sanz)
- Reflejos (2021, Unit Records, mit Oliver Pellet, Edwin Sanz)[6]